# Nowy Ratyniec
Nowy Ratyniec – wieś w Polsce położona w województwie mazowieckim, w powiecie sokołowskim, w gminie Sterdyń. Ma status sołectwa.
Zaścianek szlachecki Nowy należący do okolicy zaściankowej Ratyniec położony był w drugiej połowie XVII wieku w ziemi drohickiej województwa podlaskiego. W latach 1975–1998 miejscowość administracyjnie należała do województwa siedleckiego.
Obok miejscowości przepływa rzeczka Buczynka, dopływ Bugu.
Wierni Kościoła rzymskokatolickiego należą do parafii Parafia Narodzenia Najświętszej Maryi Panny w Kosowie Lackim.